# Mert Günok
Fehmi Mert Günok (* 1. März 1989 in Karabük) ist ein türkischer Fußballtorhüter.

## Karriere

### Verein
Günok kam als Sohn des Torhüters Mahir Günok in Karabük auf die Welt. Sein Vater war zu dieser Zeit bei Demir Çelik Karabükspor als Profifußballspieler aktiv.
Seine fußballerische Laufbahn begann er in der Jugend bei Kocaelispor, später wechselte er zur Jugendmannschaft von Fenerbahçe Istanbul. In der Saison 2008/09 stieg er in die erste Mannschaft auf. Nach dem Wechsel von Serdar Kulbilge ist er die Nummer 3 bei Fenerbahçe Istanbul. Am 15. August 2010 absolvierte der Torhüter seinen ersten Einsatz in der Süper Lig, als er zur zweiten Halbzeit für den verletzten Stammtorhüter Volkan Demirel eingewechselt wurde. Die Partie gegen Antalyaspor endete mit einem 4:0-Sieg für Fenerbahçe.
Mit dem Vertragsende zum Sommer 2015 erhielt von Fenerbahçe keine Vertragsverlängerung und verließ daraufhin diesen Klub nach 16-jähriger Zugehörigkeit.
Ende Juni 2015 heuerte Günok beim Ligarivalen Bursaspor an und unterschrieb bei diesem einen Dreijahresvertrag. Bei diesem Verein bekam er zwar nach seinem Wechsel den Stammtorhüterplatz, verlor diesen aber an Harun Tekin. Nachdem er auch in der zweiten Saison hinter Tekin geblieben war, wechselte er im Sommer 2017 zum Ligarivalen Istanbul Başakşehir. Hier kam er in seiner ersten Spielzeit ausschließlich im Türkischen Pokal und in der Europa League zu wenigen Einsätzen. Seit der Saison 2018/19 war er Stammtorhüter des Vereins. Im Sommer 2021 wechselte Günok zum Stadtrivalen Beşiktaş.

### Nationalmannschaft
Mert Günok durchlief die türkischen Jugendnationalmannschaften der U-16 bis U-21.
Er gab sein Debüt für die A-Mannschaft der Türkei am 24. Mai 2012 im Freundschaftsspiel gegen Georgien.
Im Jahr 2021 wurde er in den türkischen Kader für die Fußball-Europameisterschaft 2021 berufen und im Jahr 2024 wurde er erneut in den türkischen Kader für die Fußball-Europameisterschaft 2024 berufen und kam mit der Türkei bis in das Viertelfinale des Wettbewerbs.

## Erfolge
- Fenerbahçe SK
  - 2 × Türkischer Meister: 2011, 2014
  - 2 × Türkischer Pokalsieger: 2012, 2013